# Adamstown, Pitcairnöarna

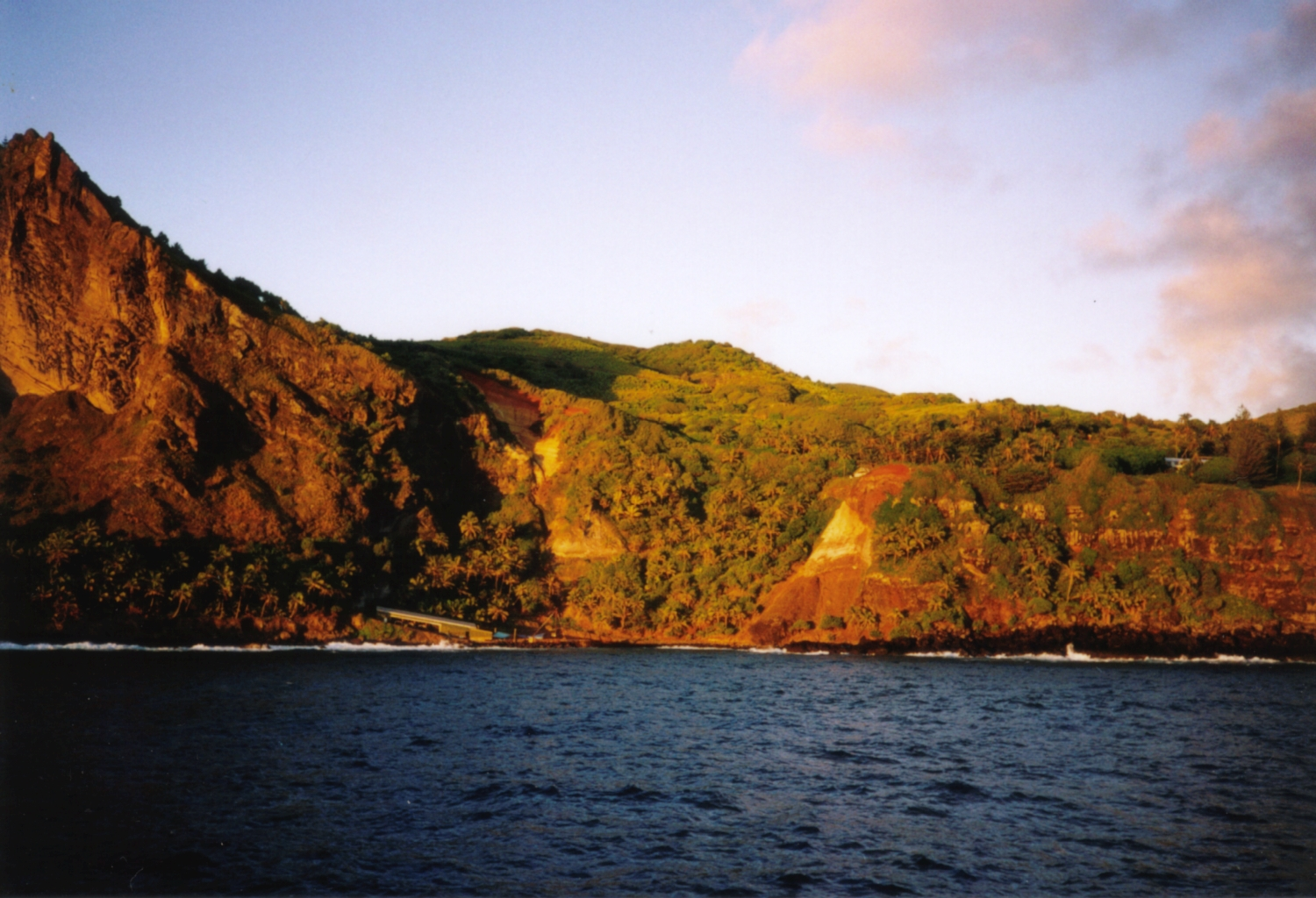
Bounty Bay.

Adamstown är huvudstad i den brittiska kolonin Pitcairnöarna i södra Stilla havet.

## Staden
Staden ligger vid kusten på öns norra del och är öns enda bosättning. Den ligger kring stigen från Bounty Bay som är en av dem få platser på ön där skepp kan anlända.
Största delen av Pitcairnöns omkring 50 nvånare är bosatta i Adamstown. Den är världens minsta huvudstad och flera hus står tomma. Staden har en skola, en sjukstuga, ett församlingshus, en kyrka, ett postkontor, en polisstation och ett snabbköp. Stadens enda café, Christian's Cafe, är öppen endast på fredagarna.

## Historia
Adamstown är uppkallad efter John Adams som under namnet Alexander Smith var en av Bounty-myteristerna. Orten växte fram från myteristernas första boplats när de anlände till ön den 20 januari 1790.
Staden blev den 10 oktober 1970 huvudstad i den ombildade brittiska kronkolonin Pitcairn and dependencies.